# Wrong World
Wrong World è un film del 1985 diretto da Ian Pringle.